# Carole Boston Weatherford
 (décembre 2019).
Si vous disposez d'ouvrages ou d'articles de référence ou si vous connaissez des sites web de qualité traitant du thème abordé ici, merci de compléter l'article en donnant les références utiles à sa vérifiabilité et en les liant à la section « Notes et références ».
Carole Boston Weatherford est une écrivaine et critique littéraire américaine. Elle écrit principalement des livres pour enfants, mais aussi des livres historiques et de la poésie.

## Biographie
En 2023, elle est sélectionnée pour le prestigieux prix suédois, le Prix commémoratif Astrid-Lindgren.

## Prix et distinctions
Liste non exhaustive
- 2001 :
  - Carter G. Woodson Book Award (Elementary Level), The Sound that Jazz Makes

- 2002 :
  - North Carolina AAUW Award for Juvenile Literature, Remember the Bridge

- 2005 :
  - North Carolina AAUW Award for Juvenile Literature, Freedom on the Menu
  - Capitol Choices: Notable Books for Children, Moses
  - Bank Street College Best Children's Books, Freedom on the Menu

- 2006
  - Capitol Choices: Notable Books for Children, Freedom on the Menu
  - Notable Books for a Global Society, A Negro League Scrapbook
  - Notable Social Studies Trade Books for Young People, Freedom on the Menu
  - Golden Kite Honor Award for Picture Book Text, Dear Mr. Rosenwald

- 2007 :
  - « Honor Book » de la Médaille Caldecott[2] pour les illustrations de Kadir Nelson de l'ouvrage Moses, qu'elle a écrit
  - NAACP Image Award, Outstanding Literary Work for Children, Moses, pour les illustrations de Kadir Nelson
  - Teachers' Choice (International Reading Association), Moses

- 2008 :
  - Jane Addams Children Book Honor Award, Birmingham, 1963
  - Lee Bennett Hopkins Poetry Award, Birmingham, 1963
  - Jefferson Cup Award, Birmingham, 1963
- 2010 : North Carolina Award for Literature

(...)
- 2016 :
  - « Honor Book » de la Médaille Caldecott[2] pour les illustrations de Ekua Holmes de l'ouvrage Voice of Freedom: Fannie Lou Hamer, Spirit of the Civil Rights Movement, qu'elle a écrit
- 2017 : 
  - Prix Charlotte-Zolotow
  - « Honor Book » de la Médaille Caldecott pour les illustrations de R. Gregory Christie de l'ouvrage Un air de liberté à Congo Square [(en) Freedom in Congo Square  qu'elle a écrit
- 2021 : Finaliste Médaille Newbery (Newbery Honor) pour BOX: Henry Brown Mails Himself to Freedom
- 2023 :  Sélection pour le Prix commémoratif Astrid-Lindgren[1]

## Ouvrages
- (en) Juneteenth Jamboree, with Yvonne Buchanan (Illustrator), 1995, Lee & Low Books,  (ISBN 1-60060-248-7)
- (en) Grandma and Me, with Michelle Mills (Illustrator), 1997, Writers & Readers Publishing,  (ISBN 0-86316-252-5)
- (en) Me & the Family Tree, with Michelle Mills (Illustrator), 1997, Writers & Readers Publishing,  (ISBN 0-86316-251-7)
- (en) Mighty Menfolk, with Michelle Mills (Illustrator), 1997, Writers & Readers Publishing,  (ISBN 0-86316-253-3)
- (en) My Favorite Toy, with Michelle Mills (Illustrator), 1997, Writers & Readers Publishing,  (ISBN 0-86316-215-0)
- (en) Somebody’s Knocking at Your Door : AIDS and the African-American Church, with Ronald J Weatherford (Author) and Harold G Koenig (Author), 1998, Routledge,   (ISBN 0-7890-0575-1)
- (en) The Tar Baby on the Soapbox, 1999, Methodist College,  (ISBN 0-9670994-3-9)
- (en) Sink or Swim: African-American Lifesavers of the Outer Banks, 1999, Coastal Carolina Press,  (ISBN 1-928556-03-5)
- (en) The African-American Struggle for Legal Equality, 2000, Enslow Publishers,  (ISBN 0-7660-1415-0)
- (en) The Sound that Jazz Makes, with Eric Velasquez (Illustrator), 2001, Walker Books,  (ISBN 0-8027-7674-4)
- (en) Sidewalk Chalk: Poems of the City, with Dimitrea Tokunbo (Illustrator), 2001, Wordsong,  (ISBN 1-56397-084-8)
- (en) Princeville: The 500-Year Flood, 2001, Coastal Carolina Press,  (ISBN 1-928556-32-9)
- (en) Remember the Bridge: Poems of a People, 2002,  Philomel Books,  (ISBN 0-399-23726-7)
- (en) Jazz Baby, with Laura Freeman (illustrator), 2002, Lee & Low Books,  (ISBN 1-58430-039-6)
- (en) Stormy Blues, 2002, Xavier Review Press,  (ISBN 1-883275-11-3)
- (en) Great African-American Lawyers: Raising the Bar of Freedom, 2003, Enslow Publishers,  (ISBN 0-7660-1837-7)
- (en) Freedom on the Menu: The Greensboro Sit-Ins, with Jerome Lagarrigue (Illustrator), 2005, Dial Books for Young Readers,  (ISBN 0-8037-2860-3)
- (en) A Negro League Scrapbook, 2005, Boyds Mills Press,  (ISBN 1-59078-091-4)
- (en) The Carolina Parakeet: America's Lost Parrot in Art and Memory, 2005, Avian Publications,  (ISBN 0-910335-01-X)
- (en) Moses: When Harriet Tubman Led Her people to Freedom, with Kadir Nelson (Illustrator), 2006, Jump at the Sun/Hyperion,  (ISBN 0-7868-5175-9)
- (en) Dear Mr. Rosenwald, with R. Gregory Christie (Illustrator), 2006, Scholastic Press,  (ISBN 0-439-49522-9)
- (en) Champions on the Bench: The 1955 Cannon Street YMCA All-Stars’‘, with Leonard Jenkins (Illustrator), 2006, Dial Books for Young Readers,  (ISBN 0-8037-2987-1)
- (en) Jesse Owens: Fastest Man Alive, with Eric Velasquez (Illustrator), 2006, Walker Books,  (ISBN 0-8027-9550-1)
- (en) Before John Was a Jazz Giant: A Song of John Coltrane, with Sean Qualls (Illustrator), 2007, Henry Holt,  (ISBN 978-0-8050-7994-4)
- (en) Celebremos Juneteenth, with Yvonne Buchanan (Illustrator), 2007, Lee & Low Books,  (ISBN 1-60060-247-9)
- (en) Birmingham, 1963, 2007, Wordsong,  (ISBN 1-59078-440-5)
- (en) I, Matthew Henson, with Eric Velasquez (Illustrator), 2007, Walker Books,  (ISBN 0-8027-9688-5)
- (en) The Library Ghost, with Lee White (Illustrator), 2008, Upstart Books,  (ISBN 1-60213-017-5)
- (en) Racing Against the Odds: Wendell Scott, African American Stock Car Champion, 2009, Marshall Cavendish Children's Books,  (ISBN 0-7614-5465-9)
- (en) Freedom in Congo Square , ill. R. Gregory Christie, 2017
  - Un air de liberté à Congo Square, illustrations, R. Gregory Christie, éd. Piccolia, 2017

### Traductions en français
- Un air de liberté à Congo Square [(en) Freedom in Congo Square ], illustrations, R. Gregory Christie, éd. Piccolia, 2017

## Allégations de racisme dans la culture populaire d'Asie de l'Est
Weatherford a écrit plusieurs articles attaquant ce qu'elle identifie comme des caricatures stéréotypées des Noirs dans la culture populaire d'Asie de l'Est, deux des plus importants étant orientés vers les dessins animés pour enfants, et un autre visant le nom d'une marque de dentifrice.

### Pokémon
En janvier 2000, Weatherford a écrit un éditorial dans les journaux de l'Alabama.  Dans "Pokémon politiquement incorrect", elle a expliqué comment elle croyait que le Pokémon # 124, Lippoutou, était un stéréotype négatif des Afro-Américains :
Le personnage de Lippoutou, Pokémon # 124, a des traits résolument humains (contrairement à la plupart des autres personnages) : peau noire comme un jais, lèvres roses énormes, yeux béants, crinière blonde et pleine silhouette, décolleté et hanches ondulées.  En d'autres termes, Lippoutou ressemble à une incarnation de drag queen en surpoids de Little Black Sambo, un stéréotype raciste tiré d'un livre pour enfants depuis longtemps vidé des bibliothèques.
En réponse à la controverse, les sprites de jeu de Lippoutou ont reçu une couleur pourpre dans les versions américaines de Pokémon Or et Argent, sorti fin 2000. En 2002, Nintendo a officiellement redessiné Lippoutou, changeant sa couleur de peau du noir au violet;  ce changement n'a pas été reflété dans la série animée jusqu'à ce que l'apparence de peau pourpre de Lippoutou ait débuté dans "Signifie avec envie"  et "Vacances Salut-Lippoutou" recolorant Lippoutou en conséquence même s'il est toujours noir sur la vignette.

### Dragon Ball
Dans un article publié dans le Christian Science Monitor en mai 2000, Weatherford a réitéré et développé son argumentation.  Lippoutou avait l'air d'un «drag queen obèse», et elle a également offert à M. Popo, un personnage de la franchise Dragon Ball, une critique:
M. Popo est un génie rond et turban avec des oreilles pointues, une peau noire comme le jais, des yeux blancs brillants et, oui, de grosses lèvres rouges.
Le manga de Dragon Ball publié plus tard par Viz en 2003 avait réduit la taille des lèvres de M. Popo.  M. Popo, bien sûr, est un Djinn, qui dans la mythologie arabe est représenté avec une peau noire très foncée et cela n'a rien à voir avec les stéréotypes noirs.